# Denison (Kansas)
Denison es una ciudad ubicada en el de condado de Jackson, Kansas, Estados Unidos. Según el censo de 2020, tiene una población de 146 habitantes.

## Geografía
La localidad está ubicada en las coordenadas 39°23′38″N 95°37′42″O / 39.39389, -95.62833 (39.393795, -95.628451).

## Demografía
Según la Oficina del Censo en 2000 los ingresos medios por hogar en la localidad eran de $27,500 y los ingresos medios por familia eran $33,250. Los hombres tenían unos ingresos medios de $24,375 frente a los $17,778 para las mujeres. La renta per cápita para la localidad era de $13,378. Alrededor del 15.0% de la población estaban por debajo del umbral de pobreza.